# إسناد (علم النفس)
الإسناد هو مصطلح يستخدم في علم النفس يتعامل مع كيفية إدراك الأفراد لأسباب التجربة اليومية، سواء كانت خارجية أو داخلية. تسمى الأمثلة التي تشرح هذه العملية بنظرية العزو.بدأ البحث النفسي في الإسناد مع عمل هايدر إيرتز في أوائل القرن العشرين، وقد طور هذهِ النظرية كُل من هارولد كيلي وبرنارد وينر. قدم هايدر لأول مرة مفهوم «موضع السببية» المتصور لتحديد مفهوم بيئة المرء. على سبيل المثال، قد يُنظر إلى التجربة على أنها ناجمة عن عوامل خارجة عن سيطرة الشخص (خارجية) أو قد يُنظر إليها على أنها من فعل الشخص نفسه (داخلية). وتسمى هذه التصورات الأولية الإسناد. يستخدم علماء النفس هذا الإسناد لفهم دوافع الفرد وكفاءته بشكل أفضل. هذه النظرية خاصة بأصحاب العمل الذين يستخدمونها لزيادة دافع العامل، وتوجيه الهدف، والإنتاجية.
حدد علماء النفس انحيازات مختلفة في الطريقة التي ينسب بها الناس السببية، وخاصة عند التعامل مع الآخرين. يصف خطأ العزو الأساسي الميل إلى عزو تفسيرات سلوكية أو شخصية، بدلاً من النظر في العوامل الخارجية. فنحن نميل إلى افتراض أن الآخرين مسؤولون عن مصائبهم، بينما نلوم العوامل الخارجية على مصائبنا نحن. إن التحيز الثقافي هو عندما يقوم شخص ما بافتراض سلوك شخص ما بناءً على ممارساته ومعتقداته الثقافية.
انتقدت نظرية العزو باعتبارها ميكانيكية واختزالية لافتراضها أن الناس مفكرون عقلانيون ومنطقيون ومنهجيون. كما أنه فشلت في معالجة العوامل الاجتماعية والثقافية والتاريخية التي تشكل نسب السبب.

## معلومات عامة عن الموضوع
غالبًا ما يُوصف عالم النفس فريتز هايدر بأنه "والد نظرية العزو". عالج هايدر المشكلة في علم الظواهر في أطروحته في العشرينيات: لماذا يعزو الملاحظون خصائص مثل اللون إلى الأشياء المدركة، بينما هذه الخصائص هي بنيات ذهنية؟ كانت إجابة هايدر أن المستشعرين يعزون ما يشعرون به "مباشرة" -على سبيل المثال الاهتزازات في الهواء- إلى شيء يعتبرونه سبب شعور المستشعرين بالبيانات. "وهكذا يرى المستشعرون الذين يواجهون البيانات الحسية الكائن الإدراكي على أنه "موجود في الخارج"، لأنهم يعزون البيانات الحسية إلى الأسباب الكامنة وراء ذلك في العالم ". مدّد هايدر هذه الفكرة إلى الإسناد عن الناس: الدوافع والنوايا والمشاعر.. العمليات الأساسية التي تظهر نفسها في السلوك العلني".

## موضع السببية المتصور
قدم هايدر لأول مرة مفهوم المكان المتصور للسببية مستخدمًا ذلك لتعريف الإدراك المتبادل بين الأشخاص لبيئة المرء. تشرح هذه النظرية كيف يدرك الأفراد السببية للأحداث المختلفة سواء كانت خارجية أو مرتكزة داخلياً. تُسمى هذه التصورات الأولية بالإسناد. يُنظر إلى هذا الإسناد على أنهُ سلسلة متصلة من الدوافع الخارجية إلى الداخلية. إن فهم ممارسة الفرد للسببية يفتح الأبواب أيضًا لفهم أفضل لكيفية تحفيز الفرد بشكل أفضل في مهام محددة من خلال زيادة مستويات الاستقلالية والعلاقة والكفاءة. تؤدي نظرية موضع السببية المتصور إلى نظرية ديسي وريان في تقرير المصير. تستخدم نظرية تقرير المصير موضع السببية المتصور لقياس مشاعر الاستقلال عن السلوكيات التي يقوم بها الفرد. لهذا السبب لفت انتباه أصحاب العمل وعلماء النفس إلى موضع السببية المتصور للمساعدة في تحديد كيفية زيادة دوافع الأفراد وتوجيههم نحو الأهداف لزيادة الفعالية في مجالات كل منهم. أظهرت الأبحاث أن المتفرجين في حدث رياضي غالبًا ما يعزون فوز فريقهم إلى قضايا داخلية وخسائر فريقهم إلى أسباب خارجية. يعد هذا مثالًا على خطأ الإسناد الذاتي أو خطأ الإسناد الأساسي وهو أكثر شيوعًا مما قد يعتقد المرء.

## أنواع الإسناد

### خارجي
يشير الإسناد الخارجي، الذي يسمى أيضًا الإسناد الظرفي، إلى تفسير سلوك شخص ما على أنه ناتج عن بيئة الفرد. على سبيل المثال، إذا كان إطار السيارة مثقوبًا، فإنه قد يعزى إلى ثقب حدث في أثناء الطريق؛ من خلال عزو الحالة السيئة للطريق السريع، يمكن للمرء أن يفهم الحدث دون أي شعور بعدم الارتياح أنه قد يكون في الواقع نتيجة لسوء قيادته الخاصة مثلًا. إن الأفراد أكثر عرضة لربط الأحداث المؤسفة مع العوامل الخارجية أكثر من العوامل الداخلية.
مثال: يعزو طفل مشاعره إلى الطقس خارج منزله؛ كأن يشعر بالحزن لأنها تمطر في الخارج.

### داخلي
يشير الإسناد الداخلي، أو الإسناد الاستثنائي، إلى عملية تعيين سبب السلوك لبعض الخصائص الداخلية، والدافع، بدلًا من القوى الخارجية. يتداخل هذا المفهوم مع موضع السيطرة، حيث يشعر الأفراد بأنهم مسؤولون شخصيًا عن كل ما يحدث لهم.
مثال: يعزو الطفل الطقس إلى مشاعره؛ إنها تمطر خارج منزله لأنه يشعر بالحزن.